# Alyssa Conley
Alyssa Conley (née le 27 avril 1991) est une athlète sud-africaine, spécialiste des épreuves de sprint. 

## Biographie
En 2009, aux championnats d'Afrique juniors, elle termine deuxième des courses des 100m et 200m. Après le déclassement d'Amaka Ogoegbunam pour dopage, elle récupère la médaille d'or du 200m.
Lors des championnats d'Afrique 2016, à Durban, Alyssa Conley remporte la médaille d'argent du 200 mètres, derrière l'Ivoirienne Marie-Josée Ta Lou, en portant son record personnel à 22 s 84. Elle s'adjuge par ailleurs la médaille d'or du relais 4 × 100 mètres en compagnie de Carina Horn, Tebogo Mamathu et Tamzin Thomas.

### Palmarès
| Date | Compétition                    | Lieu    | Résultat | Épreuve   | Temps   |
| ---- | ------------------------------ | ------- | -------- | --------- | ------- |
| 2009 | Championnats d'Afrique juniors | Bambous | 2e       | 100 m     | 12 s 17 |
| 2009 | Championnats d'Afrique juniors | Bambous | 1re      | 200 m     | 25 s 55 |
| 2009 | Championnats d'Afrique juniors | Bambous | 3e       | 4 × 100 m | 48 s 73 |
| 2016 | Championnats d'Afrique         | Durban  | 2e       | 200 m     | 13 s 35 |
| 2016 | Championnats d'Afrique         | Durban  | 1re      | 4 × 100 m | 43 s 66 |

### Records
| Épreuve | Performance | Lieu    | Date         |
| ------- | ----------- | ------- | ------------ |
| 100 m   | 11 s 23     | Gavardo | 29 mai 2016  |
| 200 m   | 22 s 84     | Durban  | 26 juin 2016 |